# Béatrice Graf

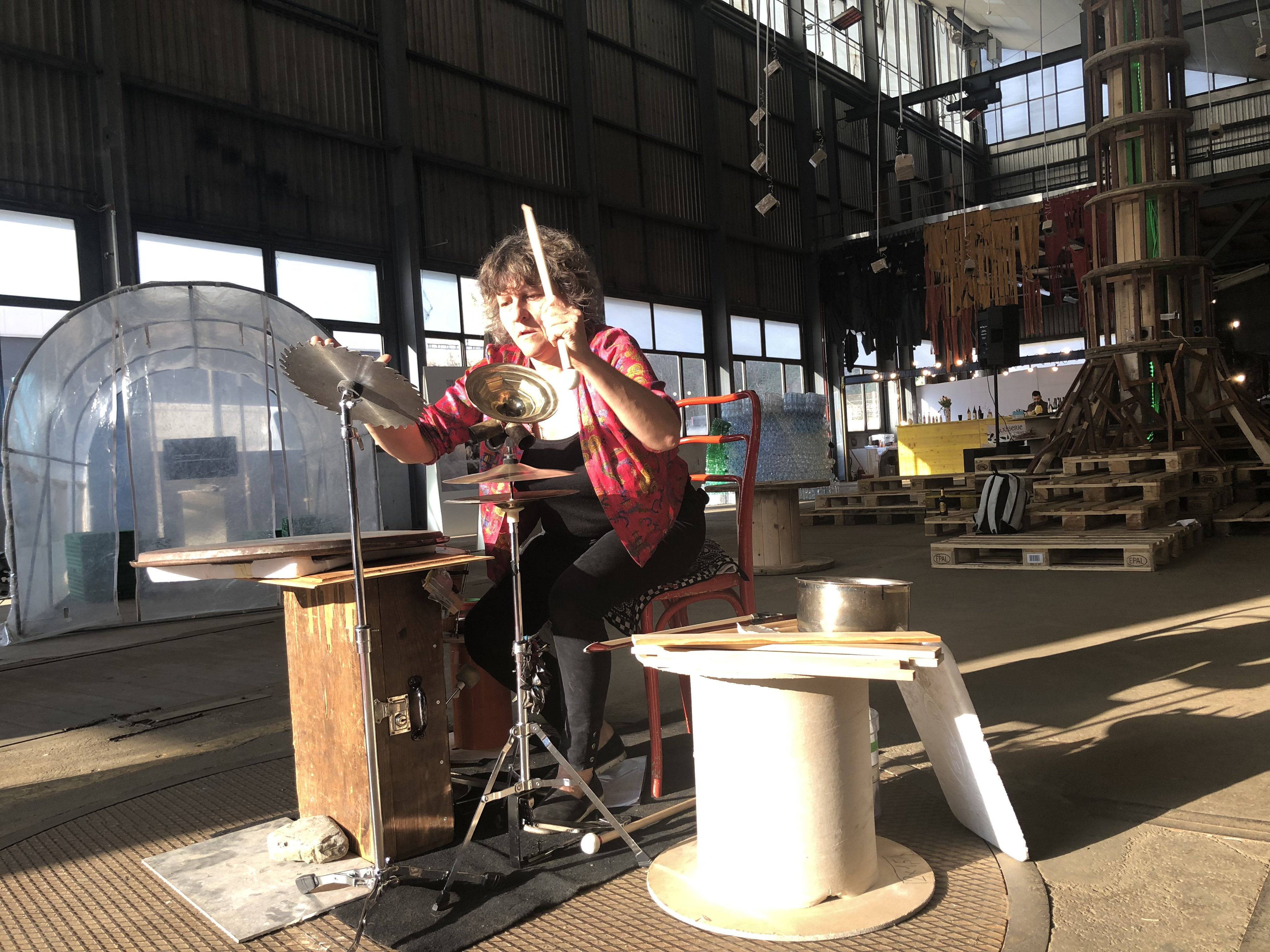
Béatrice Graf, Cossonay, Schweiz (2019)

Béatrice Graf (* 2. April 1964 in Nyon) ist eine Schweizer Musikerin (Schlagzeug, Orgel, Keyboard) des Fusion- und Modern Jazz.

## Leben und Wirken
Graf studierte bis 1989 Jazz am Conservatoire Populaire de Musique de Genève und absolvierte Workshops bei Jack DeJohnette, Han Bennink, Peter Erskine und Dave Holland. Seit 1992 arbeitet sie als Profimusikerin auch im Bereich der Rockmusik und der Neuen Improvisationsmusik. Sie ist langjähriges Mitglied im Sextett von Peter Schärli und im Ensemble Four Roses, leitet eigene Gruppen, spielt im Duo mit Musikern wie Philippe Ehinger (Beat and Lip), Hélène Corini, Michel Wintsch, Vinz Vonlanthen, Ian Gordon Lennox, Guillaume Perret oder Martina Berther (Ester Polly) und tritt auch als Solistin auf. Mit Co Streiff, Hilaria Kramer und  Karoline Höfler arbeitet sie im Quartett Ratrabra. Weiterhin spielte sie mit James Zollar, James Carter, Tom Varner, Steffen Schorn, Al Grey junior, Amampondo, dem Orchestre National du Sénégal, Darius und Matthew Brubeck, Corin Curschellas, Hélène Labarrière, Sylvie Courvoisier, Jacques Demierre, Maurice Magnoni/Olivier Magnenat, Ohad Talmor, Erik Truffaz, Hilde Kappes und Philippe Aerts. Sie trat auf internationalen Festivals auf und gab Konzerte in der Schweiz, Österreich, Tschechien, Deutschland, Italien, Belgien, Grossbritannien, Frankreich, Liechtenstein, Russland, Nord- und Lateinamerika sowie Afrika.

## Diskographische Hinweise
- Ester Polly: Pique Dame (Ikarus 2017, mit Martina Berther)
- Peter Schärli Special Sextet feat. Glenn Ferris und Tom Varner: Hot Peace (2006)
- No Techno Dance: Hand Made (Unit Records 2005, mit Claude Jordan, Claude Tabarini, Nicolas Sordet)
- Beat and Lip (Altrisuoni 2003)
- Four Roses: Histoire d’eau (Altrisuoni, 2001, mit Florence Chitacumbi, Florence Melnotte, und Karoline Höfler)

## Lexigraphische Einträge
- Bruno Spoerri: Biografisches Lexikon des Schweizer Jazz. CD-Beilage zu: Bruno Spoerri (Hrsg.): Jazz in der Schweiz. Geschichte und Geschichten. Chronos-Verlag, Zürich 2005, ISBN 3-0340-0739-6.